# Ramphotyphlops leptosoma
Ramphotyphlops leptosoma este o specie de șerpi din genul Ramphotyphlops, familia Typhlopidae, descrisă de Joan Robb în anul 1972. Conform Catalogue of Life specia Ramphotyphlops leptosoma nu are subspecii cunoscute.